# Greiner Marktbuch

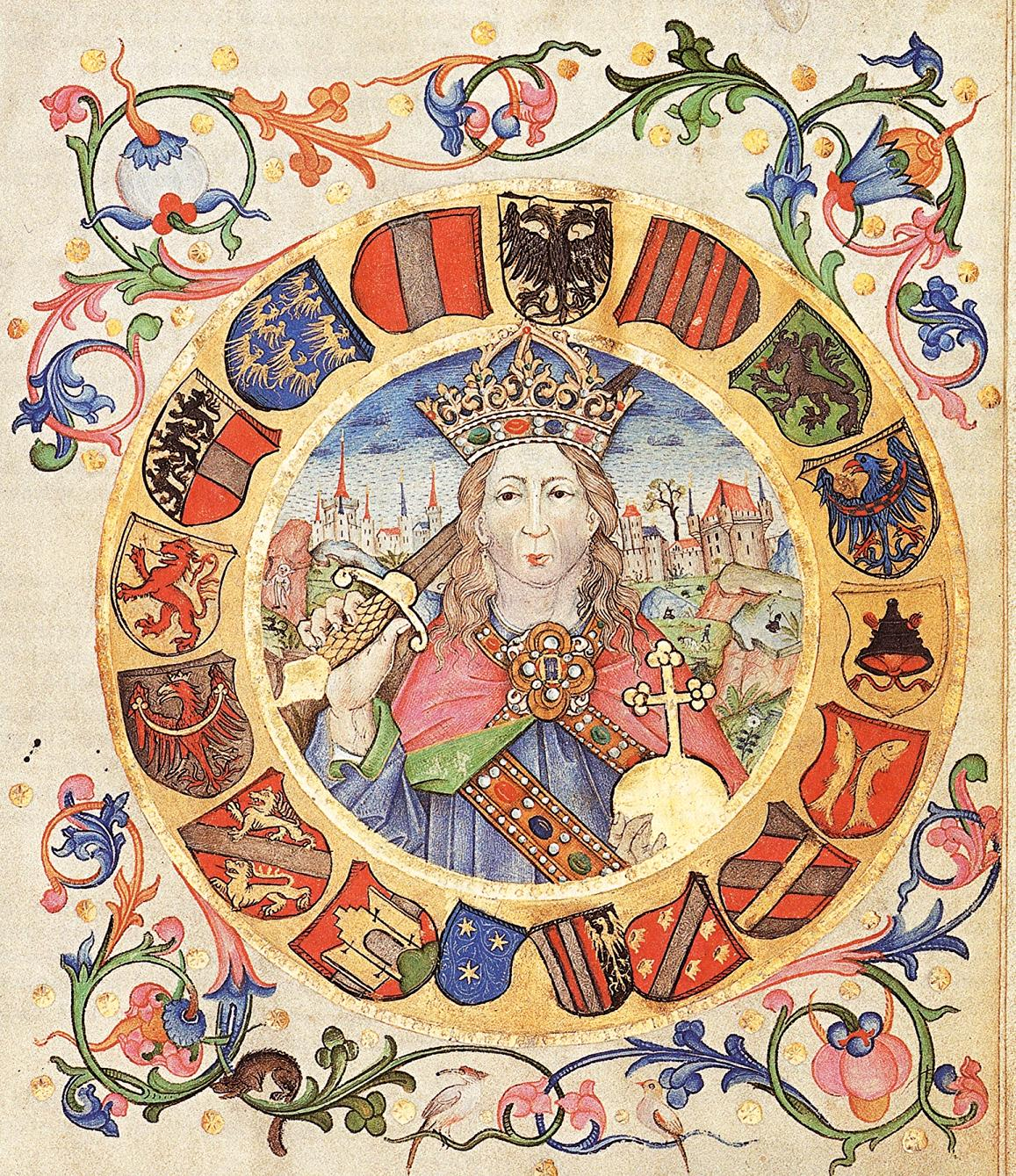
Friedrich III. im Greiner Marktbuch

Das Greiner Marktbuch ist ein im Jahr 1489/90 von Ulrich Schreier in Salzburg angefertigtes Buch mit den gesammelten Privilegien der Bürgerschaft in Grein. Das Greiner Marktbuch zählt zu den bedeutendsten Denkmälern der spätmittelalterlichen Buchmalerei in Oberösterreich.

## Geschichte
Anlässlich der Übergabe des landesfürstlichen Marktes Grein an die Brüder Heinrich und Siegmund Prüschenk im Jahr 1489 ließ die Greiner Bürgerschaft ein künstlerisch hervorragend ausgestattetes Marktbuch durch Ulrich Schreier anfertigen. Da die Stadterhebung von 1491 nicht mehr eingetragen ist, kann das Marktbuch auf 1489/1490 datiert werden. 

## Beschreibung
Der erste Teil des Marktbuches enthält die Abschriften der von den Österreichischen Landesfürsten in den Jahren 1379 bis 1485 an Grein verliehenen Privilegien. Der zweite Teil ist eine ausführliche Aufzeichnung der Rechte und Pflichten der Greiner Bürgerschaft. 
Die 107 Blatt umfassende Pergamenthandschrift ist mit 17 Miniaturen, zumeist Wappenbildern, geschmückt, die am Anfang oder Schluss der Urkundentexte stehen. Die Namen der Urkundenaussteller und die Ausstellungsjahre sind angefügt. 

### Porträt Friedrich III.
Unter den  Miniaturen der Greiner Handschrift tritt das Porträt Kaiser Friedrich III. hervor. Es stellt den Kaiser in einem Rundbild mit einer Größe von 17,7 cm dar. Pflanzenornamente umranken das Bild, das Porträt selbst fassen siebzehn Wappen habsburgischer Besitzungen ein. Im Hintergrund des Porträts sind links die mittelalterliche Linzer Burg und rechts die Grazer Burg abgebildet. Der Absicht des Künstlers, auf dem Porträt des Kaisers dessen enge Beziehungen zu seinen späteren Hauptresidenzen Linz und Graz hervorzuheben, verdankt Linz die älteste bekannte Linzer Stadtansicht und Graz eine wohlerhaltene, vollständige Ansicht seiner mittelalterlichen Burg, die zeitlich nahe an die älteste, allerdings stark zerstörte Grazer Ansicht aus der Zeit um 1480 heranrückt.